# 10月14日 (旧暦)
旧暦10月14日（きゅうれきじゅうがつじゅうよっか）は、旧暦10月の14日目である。六曜は大安である。

## できごと
- 天平宝字8年（ユリウス暦764年11月11日） - 淳仁天皇（淡路廃帝）が淡路島に流される
- 享保5年（グレゴリオ暦1720年11月13日） - 紙屋治兵衛と紀伊国屋小春とが心中。近松門左衛門が『心中天網島』として脚色し同年初演
- 慶応3年（グレゴリオ暦1867年11月9日） - 大政奉還。徳川慶喜が朝廷に政権返上の上奏文を差出す

## 誕生日
- 天保6年（グレゴリオ暦1835年12月3日） - 小松清廉、薩摩藩士・政治家（+ 1870年）
- 安政4年（グレゴリオ暦1857年11月30日） - 陸羯南、政治評論家、新聞記者（+ 1907年）
- 慶応元年（グレゴリオ暦1865年12月1日） - 岩崎久弥、実業家、第3代三菱財閥主宰（+ 1955年）
- 慶応元年（グレゴリオ暦1865年12月1日） - 竹越與三郎、衆議院議員、貴族院議員、歴史家、評論家（+ 1950年）

## 忌日
- 嘉暦3年（ユリウス暦1328年11月16日） - 久明親王、鎌倉幕府8代将軍（* 1276年）
- 正徳2年（グレゴリオ暦1712年11月12日） - 徳川家宣、江戸幕府6代将軍（* 1663年）
- 享保17年（グレゴリオ暦1732年12月1日） - 井伊直陽、越後与板藩第2代藩主（* 1719年）
- 弘化3年（グレゴリオ暦1846年12月2日） - 伴信友、国学者（* 1773年）
- 明治4年（グレゴリオ暦1871年11月26日） - 黒駒勝蔵、侠客（* 1832年）